# قبعة استحمام
قبعة الاستحمام هي قبعة تُرتدى أثناء الاستحمام لحماية الشعر من البلل. يمكن أن تكون قبعات الاستحمام للأطفال تيجانًا ذات حواف عريضة تمنع دخول الماء والغَسول إلى العينين مع السماح بغسل الشعر.